# Avro 698 Vulcan
El Avro 698 Vulcan (desde julio de 1963 Hawker Siddeley Vulcan) fue un bombardero subsónico británico con ala en delta, operado por la Royal Air Force desde 1953 hasta 1984. Formó parte de los bombarderos serie V, que cubrió las necesidades de su fuerza nuclear de disuasión contra la Unión Soviética durante la Guerra Fría.

## Historia

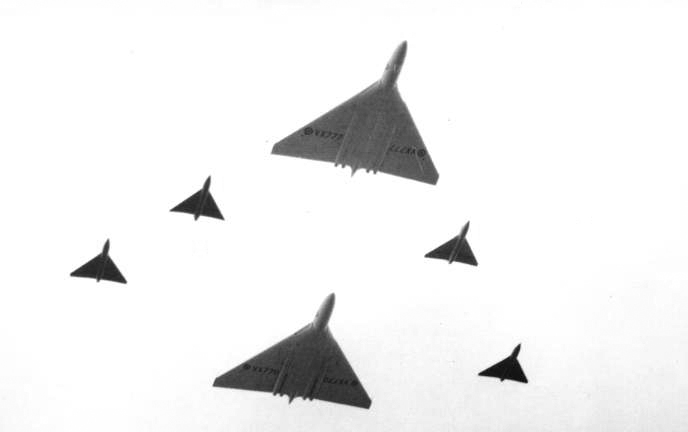
Los prototipos del Vulcan (VX777 delante, VX770 detrás) junto con cuatro aviones experimentales Avro 707 en Farnborough en septiembre de 1953

La compañía A.V. Roe (Avro) comenzó en 1947 el diseño del avión bajo el liderazgo de Roy Chadwick, como resultado de que el Ministerio de Defensa del Reino Unido emitió la especificación B.14/46, correspondiente a la necesidad de disponer de un avión bombardero, que con base en cualquier lugar del mundo, pudiese atacar un objetivo situado a 2735 km transportando 4536 kg de bombas, con una autonomía a plena carga de unos 6500 km, velocidad de crucero muy alta y a una cota de vuelo de 12 000 m de altitud, y capacidad para bombardear desde alturas de hasta 13 715 metros. Estas exigencias llevaron al proyecto y desarrollo de los llamados bombarderos V del Mando de Bombardeo: el Vickers Valiant, el Avro Vulcan y el Handley Page Victor.
Cada uno de estos fabricantes de aviones, siguió un camino distinto en la resolución de los difíciles problemas técnicos planteados por el requisito. El Avro 698 Vulcan, que fue el segundo de la terna en entrar en servicio, disponía de un ala en delta integrada al fuselaje central. El diseño de ala en delta ofrecía una gran resistencia estructural, junto con una gran capacidad de almacenamiento de carga de armas y combustible en la gruesa sección de la raíz alar (de unos 2,13 m de espesor), más un cierto número de características aerodinámicas que, según se creía en esa época, demostrarían su eficacia en combate.
La expresión "según se creía" está utilizada aquí en toda su extensión, ya que el proyecto representaba el primer paso, en la investigación y desarrollo, en una región de la aerodinámica totalmente nueva y sobre la que existía muy escasa información en esa época, el diseño de ala en delta aplicado a un avión bombardero de gran tamaño. Al objeto de conseguir los datos técnicos esenciales para su producción en serie, la compañía construyó varios aviones experimentales a escala de un tercio 1/3, llamados Avro 707, que sirvieron para obtener preciosos datos técnicos sobre el desempeño de vuelo de este diseño, como la necesidad de inclinar más hacia abajo el ángulo de los largos conductos de escape de los motores.

## Diseño y desarrollo
El Avro Vulcan es un bombardero de alta velocidad, largo alcance y de ala en delta. Durante su concepción tuvo un diseño muy avanzado para su época y las alas fueron adelantadas con diferentes ángulos para mejorar sus prestaciones de vuelo a baja velocidad, durante las misiones de ataque de penetración profunda a baja altitud, en los momentos del despegue y el aterrizaje, construido con 4 motores de turbina instalados en el interior de las alas para mejorar su diseño aerodinámico y grandes toberas de ingreso de aire a los motores que formaban parte de la base de las alas.
Algunas de las características de este moderno avión experimental, consistían en aterrizadores Dowty de aleación de magnesio y patas amortiguadoras Liquid Spring en cada bogie, compuesto por cuatro pares de ruedas bastante pequeñas, pero necesarias para evitar derrapes sobre la pista y aterrizajes a gran velocidad; los trenes de aterrizaje principales se retraían hacia adelante y se alojaban en el ala, entre dos costillas alares de la estructura, donde quedaban encerrados mediante compuertas reforzadas. 
Los sistemas hidráulicos, que también accionaban los alerones, los timones de profundidad y el de dirección, eran Boulton Paul (posteriormente una de las empresas Dowty) y funcionaban a una presión excepcional, 281,2 kg/cm². Mediante el sistema hidráulico también se orientaban las ruedas delanteras, cuya pata fue alargada después de las evaluaciones efectuadas con el Tipo 707 para aumentar la inclinación del morro con respecto al suelo, para mejorar el flujo de aire sobre las alas y tener más capacidad de control de la nave, para poder despegar y aterrizar. 
Los aerofrenos montados sobre las alas parecían demasiado pequeños para ayudar a detener la velocidad de un avión tan grande, pero multiplicaban la resistencia al aire total por un factor de 2,5 con la extensión de los trenes de aterrizaje principales que tenían un diseño aerodinámico, para poder controlar mejor la nave en la etapa de aproximación final a la pista de aterrizaje.

## Primer prototipo y Vulcan Mk 1

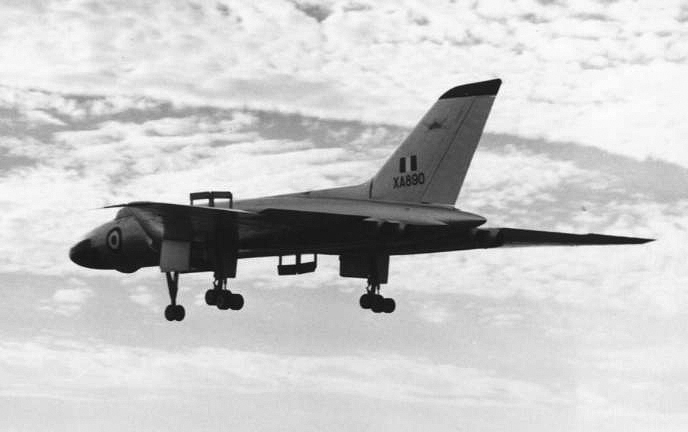
Vulcan B.1 XA890 aterrizando en Farnborough en septiembre de 1955.

El primero de los dos prototipos Vulcan (VX770) voló por primera vez el 30 de agosto de 1952, propulsado por cuatro turborreactores Rolls-Royce Avon RA.3 de 2.948 kg de empuje. Posteriormente, en 1953, se le instalaron motores Armstrong Siddeley Sapphire de 3.629 kg de empuje y Rolls-Royce Conway R.Co.7 de 6.804 kg de empuje, hasta que un motor quedó destruido en un accidente el 14 de septiembre de 1958. El segundo prototipo (VX777), fabricado con nuevos motores Olympus Mk 100 de 4.400 kg de empuje, así como un fuselaje alargado en 0,41 m, que permitía mayor capacidad de combustible, voló el 3 de septiembre de 1953, y el primer Vulcan B.Mk 1 de serie, efectuó su primer vuelo el 4 de febrero de 1955.

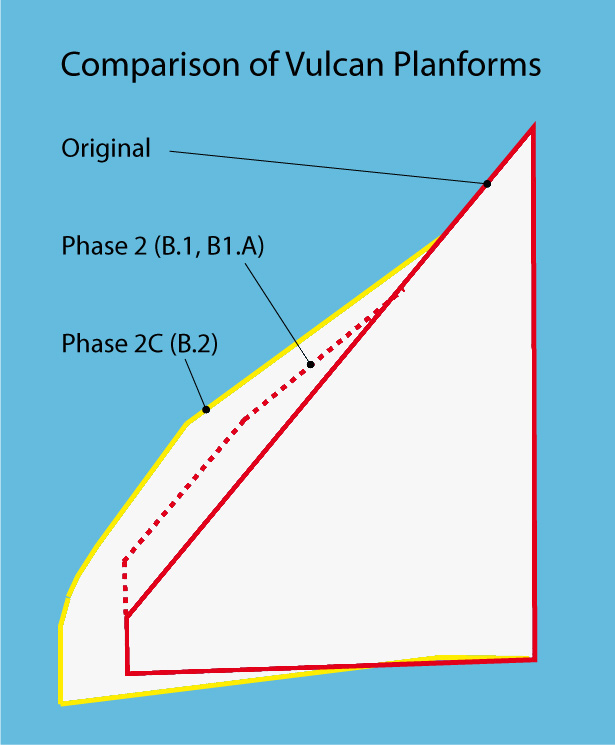
Evolución del diseño de las alas del Vulcan

Las pruebas de vuelo oficiales, realizadas en la base de Boscombe Down de la RAF, revelaron que la aplicación de altos giros y maniobras g a gran altura, podía ser causa de bataneo (vibraciones aeroelásticas) que a su vez, producía roturas del ala por fatiga. Por tal motivo, antes de que el modelo entrase en servicio, el ala tuvo que ser modificada (ala Phase 2), reduciendo el ángulo de la flecha desde la raíz hasta la mitad de la envergadura, de forma que el borde de ataque dibujaba un arco, y no una línea recta, para tener mayor resistencia.
Cuando voló con esta nueva configuración, el 5 de octubre de 1955, el Vulcan resultó plenamente satisfactorio, de modo que otros Mk 1 ya construidos, se convirtieron al nuevo estándar. El fuselaje, de sección circular, estaba sólidamente unido al ala en delta, el tren de aterrizaje retráctil disponía de una pata con dos ruedas en el morro y dos patas principales, cada una con un bogie de ocho ruedas; la unidad de cola consistía solo en una deriva y timón de dirección; los timones de profundidad iban incorporados al borde de fuga alar. Se había previsto diseñar una cabina presurizada para cinco tripulantes, con el piloto y el copiloto, sentados en asientos eyectables lado a lado, más el oficial de electrónica, el navegante y el operador de radar, también lado a lado, en asientos traseros de cara a popa.
El Vulcan no disponía de ninguna clase de armamento defensivo, aunque se podían cargar en la bodega interna de armas, un total de 21 bombas o minas de 454 kg. Posteriormente se adaptaron misiles con ojivas nucleares.
La planta motriz varió: los primeros B.Mk 1 disponían de turborreactores Bristol Siddeley Olympus Mk 100; posteriormente los mismos fueron sustituidos por Olympus Mk 101 estabilizados a 5.000 kg de empuje; Bristol prosiguió la búsqueda de mayores empujes, con el Mk 102 de 5.400 kg y el Mk 104 de 6.000, que se convertiría en la planta motriz normalizada de los B.Mk 1. A lo largo de 1961, la totalidad de los Mk 1 en servicio recibieron un cono de cola modificado en el que se instalaron equipos ECM (contramedidas electrónicas); después de la conversión el modelo fue redesignado Vulcan B.Mk 1.A.
Debe añadirse que dos B.Mk 1 se emplearon para el desarrollo de nuevas plantas motrices: fueron el XA902, que completó 1000 horas de vuelo provisto de motores Rolls-Royce Conway C.Co.11 y posteriormente, fue empleado para el desarrollo del nuevo turbofan Rolls-Royce Spey, y el nuevo motor XA984, que voló con un quinto motor montado en una góndola situada bajo el fuselaje central, y provisto de una toma de aire bifurcada. Este motor era la versión supersónica del Olympus, prevista para su empleo en el BAC TSR.2 y el transporte supersónico Concorde.

## Segundo prototipo y Vulcan Mk 2

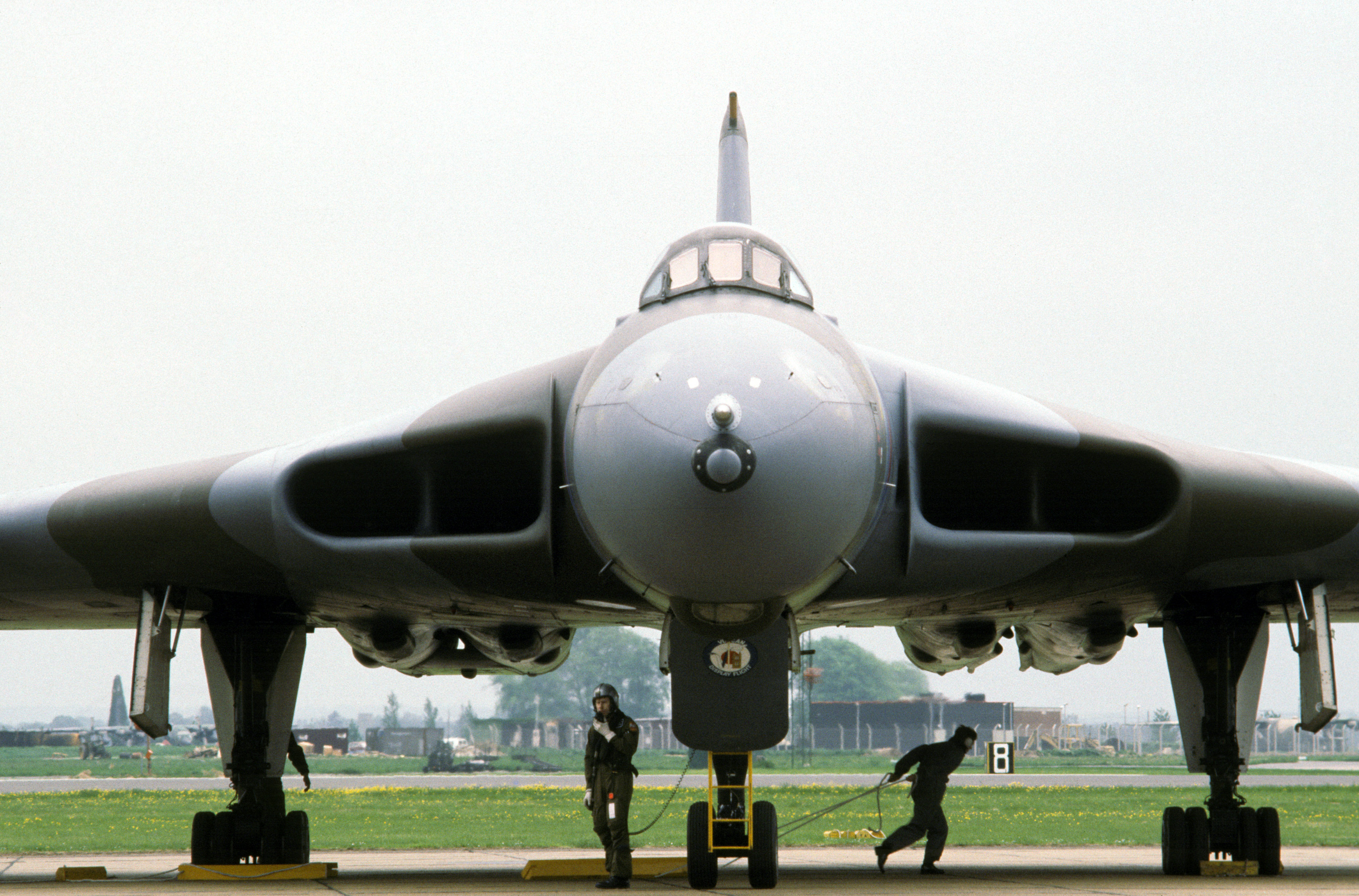
Avro Vulcan B.2.

El segundo prototipo voló por primera vez el 31 de agosto de 1957 bajo una nueva configuración que ofrecía mejores posibilidades. Disponía de motores más potentes y de un ala considerablemente modificada, de mayor superficie, que introducía elevones en lugar de los alerones y timones de profundidad del Mk 1.
Otras modificaciones consistieron en la adición de un APU (unidad de potencia auxiliar), la posibilidad de repostar combustible en vuelo para aumentar su alcance y equipo para poder lanzar el misil Avro Blue Steel, o el nuevo misil americano Douglas GAM-87 Skybolt.
Conocida como Vulcan B.Mk 2, la nueva versión empezó a prestar servicio en 1960 aunque, al ser abandonado el desarrollo del Skybolt en 1963, su arma principal fue el misil Blue Steel. Sin embargo, al adoptarse el misil Polaris embarcado en submarinos, como la principal arma disuasoria del país, el Vulcan se adaptó a misiones de ataque de largo alcance a baja cota, como un bombardero penetrador de baja altitud. Se pintó con camuflaje militar y se equipó con modernos sistemas de defensa ECM para ayudarle en sus misiones de penetración en el espacio aéreo enemigo; luego bajaba para poder penetrar con vuelos rasantes sobre el territorio enemigo y transportando bombas convencionales de uso general, que eran lanzadas desde su bodega interna, en el momento de su elevación a 150 metros de altitud sobre el blanco enemigo.
A lo largo de 1962-64, los nuevos bombarderos B.Mk2 en servicio, fueron equipados con los nuevos y más potentes motores Rolls-Royce Olympus 301 de 9.072 kg de empuje. En 1973, algunos Vulcan fueron retirados temporalmente del servicio y reconvertidos para misiones de reconocimiento estratégico; el Vulcan SR.Mk 2 resultante entró en servicio en 1974 con el 27º Squadron.

## Nave operacional

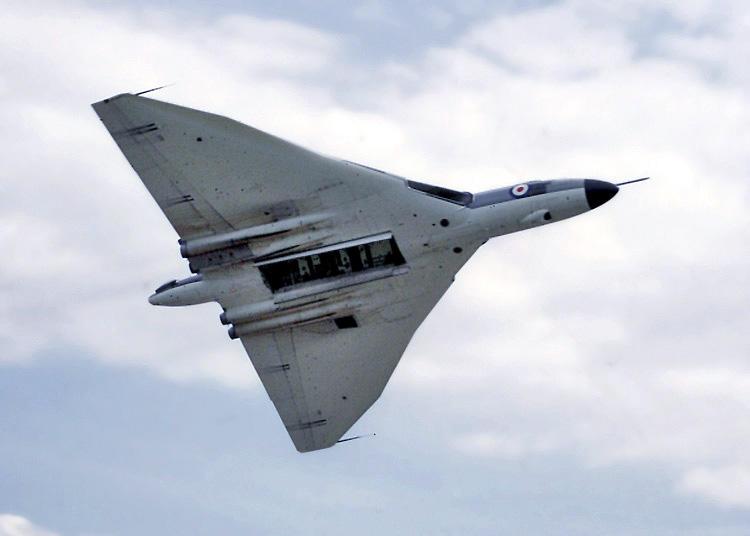
Avro 698 Vulcan B.1 con bodega de bombas abierta

En septiembre de 1956 la RAF recibió su primer Vulcan B.1 XA897, que inmediatamente voló en una misión de estudio a Nueva Zelanda. El 1 de octubre, mientras se aproximaba al Aeropuerto Heathrow de Londres completando el tour, el XA897 se estrelló en la pista en condiciones de mal tiempo.
El segundo Vulcan queda listo en 1957. La variante B.2 se puso a prueba en 1957 y entró en servicio en 1960. Era de alas más grandes y de mejores prestaciones que el B.1, y tenía un rizo distintivo en sus alas en delta para reducir la turbulencia.
En total se fabricaron 134 Vulcan (45 B.1 y 89 B.2). El último se entregó a la RAF en enero de 1965. El último escuadrón operacional de Vulcan fue desmantelado en marzo de 1984.
El 14 de octubre de 1975 el Vulcan B.2 XM645 del Escuadrón N.º 9 de RAF Waddington perdió su tren de aterrizaje derecho al intentar descender en Luqa, Malta.
Debido a la aparición de nuevos misiles tácticos con mayor precisión, embarcados en submarinos y buques de la Royal Navy, estos bombarderos de largo alcance quedaron obsoletos y no se continuó con el desarrollo de nuevos modelos de producción en serie.

## Bautismo de fuego
Durante la Guerra de Malvinas operó sobre la zona en conflicto partiendo de la isla Ascensión, en largas misiones de combate de más de 12 000 km con varios reabastecimientos de combustible en vuelo, en el intento de destruir la pista de aterrizaje de Puerto Argentino mediante bombas convencionales, así como el radar de control aéreo Westinghouse AN/TPS-43 mediante misiles antirradiación AGM-45 Shrike, demostrando que el territorio continental argentino estaba a distancia de ataque de la RAF y provocando la reserva de unidades aéreas para la defensa de Buenos Aires. Se realizaron cinco misiones, bajo el nombre en clave de "Operación Black Buck"; tres contra la pista de aterrizaje y dos contra el radar, abortándose además una misión de cada tipo. Durante uno de los vuelos de regreso a Ascensión, el avión atacante se vio obligado a desviarse a Río de Janeiro, después de que su sonda de reabastecimiento en vuelo se rompiera, siendo retenido por las autoridades brasileñas durante nueve días.
Aunque se mostraron algunos daños en la pista, la precisión y eficacia de las bombas dejó muchas dudas en el bando británico, además de ser responsable de las únicas dos bajas civiles en la guerra. La pista de aterrizaje de Malvinas continuó operando hasta horas antes de la rendición, despegando desde allí el último vuelo de un C-130 Hercules de la Fuerza Aérea Argentina. En cuanto a los ataques contra el radar de control aéreo, no consiguieron ponerlo fuera de servicio, dado que los argentinos lo desconectaban previsoriamente cada vez que sufrían un ataque, si bien como daño colateral ocasionaron la destrucción de un radar de defensa aérea Skyguard, matando a sus cuatro operadores.

## Especificaciones (Vulcan B.1)
Referencia datos: Polmar, Laming

### Características generales
- Tripulación: 5 (piloto, copiloto, Oficial de guerra electrónica/AEO, navegante radar/RADAR-NAV, navegante táctico/NAV)
- Longitud: 29,6 m (97,1 ft)
- Envergadura: 30,3 m (99,4 ft)
- Altura: 8 m (26,2 ft)
- Superficie alar: 330,2 m² (3554,3 ft²)
- Peso vacío: 37 144 kg (81 865,4 lb)
- Peso máximo al despegue: 77 111 kg (169 952,6 lb)
- Planta motriz: 4× Turborreactor Bristol Olympus 101, o 102 o 104.
  - Empuje normal: 49 kN (4997 kgf; 11 016 lbf) de empuje cada uno.

### Rendimiento
- Velocidad máxima operativa (Vno): 1040 km/h (646 MPH; 562 kt)
- Velocidad crucero (Vc): 912 km/h (567 MPH; 492 kt) a 45 000 pies
- Alcance: 4171 km (2252 nmi; 2592 mi)
- Techo de vuelo: 17 000 m (55 774 ft)
- Empuje/peso: 0,31

### Armamento
- Bombas: 

  - 21× bombas convencionales de 454 kg (1.000 lb)
  - 1× bomba nuclear Blue Danube
  - 1× bomba nuclear de 400 kilotones Violet Club
  - 1× bomba nuclear de 400 kilotones Yellow Sun Mk.1 o Mk.2
  - 1× bomba nuclear Red Beard
- Misiles: 

  - 1× misil nuclear propulsado por cohete de 1,1 megatones Blue Steel

## En la cultura popular
- El bombardero Avro Vulcan participó en 1965 en la película Thunderball de James Bond. Agentes de SPECTRE secuestraron un bombardero Vulcan para usarlo con dos bombas nucleares para pedir un rescate a los Estados Unidos de América y a Gran Bretaña.[40]

### Aeronaves similares
- Convair B-36
- Boeing B-47 Stratojet
- Convair B-58 Hustler
- Republic F-105 Thunderchief
- Rockwell B-1 Lancer
- Dassault Mirage IV
- Handley Page Victor
- BAC TSR-2
- Vickers Valiant
- Miasíshchev M-4
- Myasishchev M-50
- Tupolev Tu-22
- Tupolev Tu-16
- Xian H-6